# În iarba înaltă
În iarba înaltă (In the Tall Grass) este un film canadian dramatic de groază supranatural din 2019 scris și regizat de Vincenzo Natali. Se bazează pe novela omonimă a lui Stephen King și de fiul său Joe Hill din 2012. În rolurile principale interpretează Harrison Gilbertson, Laysla De Oliveira, Avery Whitted, Will Buie Jr., Rachel Wilson și Patrick Wilson.
Proiectul a fost în faza de dezvoltare inițială la începutul anului 2015. Apoi, în mai 2018, site-ul de streaming video Netflix a anunțat că a cumpărat drepturile de autor ale filmului cu Natali ca regizor, care a scris și scenariul adaptat. Tema plantelor malefice într-un film de groază nu este nouă, idei asemănătoare apar și în Ziua Triffidelor din 2009, Invasion of the Triffids (1963), Creatura din altă lume (1951), Ruinele (2008), Întâmplarea (2008) sau în romanul Vegetal de Dănuț Ungureanu și Marian Truță.

## Prezentare
Călătorind cu mașina, Cal DeMuth și sora lui Becky DeMuth, care este însărcinată în șase luni, se opresc la marginea drumului. În acest moment aud un băiat care țipă într-un desiș de iarbă înaltă într-un câmp de-a lungul autostrăzii. Băiatul le spune că se numește Tobin și că părinții săi Natalie (Rachel Wilson) și Ross Humboldt (Patrick Wilson), ca și el, s-au pierdut undeva în iarbă. Cal și Becky decid să-i ajute, dar sunt prinși de o forță sinistră care îi dezorientează și îi separă. Separați de restul lumii, fără a mai putea reveni pe autostradă, în curând descoperă că „singurul lucru mai rău decât să te pierzi este să găsești”. Pe măsură ce situația devine mai disperată, apar noi personaje... Se pare că acest câmp cu iarbă înaltă are o putere mistică, alimentată de o piatră uriașă (un misterios bolovan negru acoperit cu rune) situată în centrul său și conectat la o biserică abandonată din apropiere. Iarba își trage puterea din aceasta. Piatra a existat chiar de la începutul timpului. Legile obișnuite ale spațiului, timpului și sunetului nu funcționează în iarbă.

## Distribuție
- Harrison Gilbertson - Travis McKean
- Laysla De Oliveira - Becky DeMuth
- Avery Whitted - Cal DeMuth
- Will Buie Jr. - Tobin Humboldt
- Rachel Wilson - Natalie Humboldt
- Patrick Wilson - Ross Humboldt

## Producție
Regizorul Natali însuși a vorbit despre scenariul filmului într-un interviu: „Nu am prea mulți bani pentru a-mi face filmele, așa că nu am de ales decât să spun povești care implică doar câteva personaje într-un spațiu limitat, din moment ce asta e tot ce îmi permit. Dar adesea limitările oferă inspirație”. Compania de producție nu a anunțat oficial bugetul pentru film, iar regizorul a răspuns evaziv că realizatorii independenți rareori „primesc undă verde pentru a realiza un film de groază cu un buget de peste 5 milioane de dolari”. El a stipulat că aceasta este o cifră arbitrară, explicând că nu ar putea obține un buget sub această sumă, parțial din cauza mărimii taxei plătite lui Stephen King și parțial din cauza naturii filmului.

## Premieră
Filmul a avut premiera mondială la Fantastic Fest la 20 septembrie 2019. La 4 octombrie 2019, filmul a fost disponibil în streaming pe Netflix.

## Primire
Pe site-ul Rotten Tomatoes, filmul are un rating de aprobare de 36%, bazat pe 72 de recenzii, cu un rating mediu de 5.15/10. Consensul criticilor site-ului este că: "O premisă potențial interesantă se pierde rapid printre buruieni în acest film, care se chinuie să extindă materialul sursă subțire pentru a avea cât de cât o lungime." Pe Metacritic, filmul are un scor agregat de 46 din 100, bazat pe 13 critici, indicând „recenzii mixte sau medii”.
Filmul a fost nominalizat la cea mai bună premieră distribuită în streaming la premiile Fangoria Chainsaw din 2020.